# Sant'Anna Arresi
Sant'Anna Arresi là một đô thị ở tỉnh Sud Sardegna trong vùng Sardegna, có cự ly khoảng 45 km về phía tây nam của Cagliari và khoảng 20 km về phía đông nam của Carbonia. Tại thời điểm ngày 31 tháng 12 năm 2004, đô thị này có dân số 2.629 người và diện tích là 36,7 km².
Đô thị Sant'Anna Arresi có các frazione Porto Pino, Is Pillonis. Ở đây có bãi biển Porto Pino dài 2 km với các đụn cát có nơi cao đến 29 m.
Sant'Anna Arresi giáp các đô thị: Masainas, Teulada.